# Lantejuela
Lantejuela er en by og kommune i det sydlige Spanien i provinsen Sevilla. Den har et indbyggertal på 3.861 (2024) indbyggere.